# 拉瑟赫厄山
47°08′37″N 14°13′27″E / 47.143567°N 14.224098°E
拉瑟赫厄山（德語：Laaser Höhe），是奧地利的山脈，位於該國東南部，由施泰爾馬克州負責管轄，屬於施拉德明陶恩山脈的一部分，處於施托爾察爾佩山，海拔高度1,442米。